# Brežani (gmina Blace)
Brežani (cyr. Брежани) – wieś w Serbii, w okręgu toplickim, w gminie Blace. W 2011 roku liczyła 41 mieszkańców.